# Observatório do Roque de los Muchachos
Observatório do Roque de los Muchachos é um sítio astronômico localizado no município de Garafía, na ilha de La Palma, uma das Ilhas Canárias, na Espanha, situado a 2400 metros de altitude e que possui a maior concentração de telescópios do Hemisfério Norte, devido à sua privilegiada localização para a observação astronômica.
Administrado pelo Instituto de Astrofísica das Canárias (IAC), localizado na ilha de Tenerife, o sítio abriga mais de dez potentes telescópios, entre eles, o Gran Telescopio Canarias, o maior do mundo, inaugurado em 2009.

## História
As instalações em Roque de los Muchachos começaram em 1979, com o assentamento no local do Telescópio Isaac Newton, transportado para lá peça por peça desde o Observatório de Greenwich, na Inglaterra, um trabalho difícil, em que depois a comunidade astronômica reconheceu que teria sido mais fácil iniciar o observatório construindo um telescópio no local, do que transportando para lá um já existente.
Nos anos seguintes, novos telescópios foram sendo instalados, através de acordos internacionais, primeiramente com a Suécia, Dinamarca e Grã-Bretanha e depois com vários outros, como a Alemanha, Finlândia e Estados Unidos. Em junho de 1985, o complexo foi oficialmente inaugurado, com a presença da família real espanhola e de sete chefes de estado europeus.
O local é considerado um dos ideais para a futura instalação do European Extremely Large Telescope (E-ELT), um gigantesco e revolucionário telescópio ainda em construção, que terá um espelho refletor de 42 m de diâmetro, quase quatro vezes maior que os maiores telescópios existentes, capaz de permitir o estudo da atmosfera de exoplanetas e mais potente que o Hubble. Este super telescópio deverá estar pronto apenas em 2017.

## Galeria

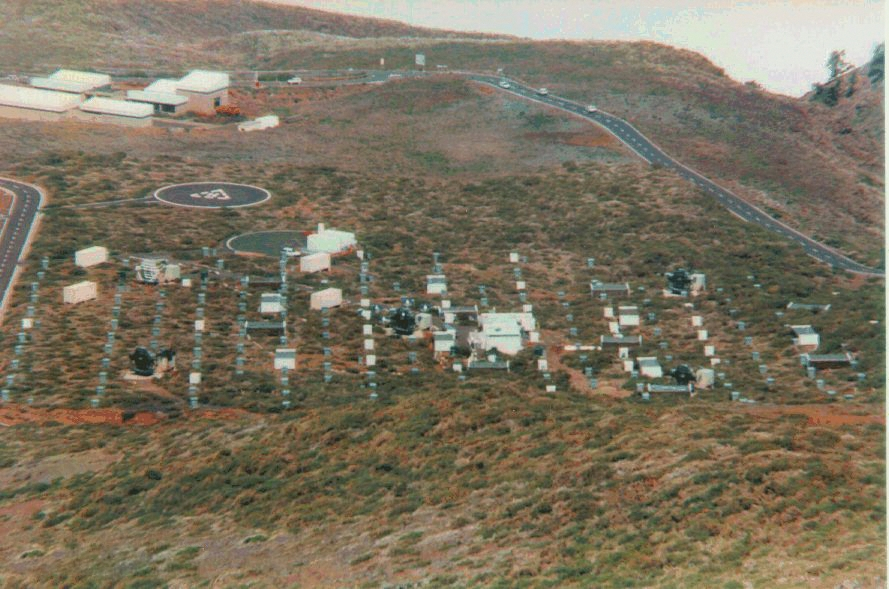
Vários dos helipontos construídos para a cerimônia de inauguração podem ser vistos sob o agora desmontado HEGRA array
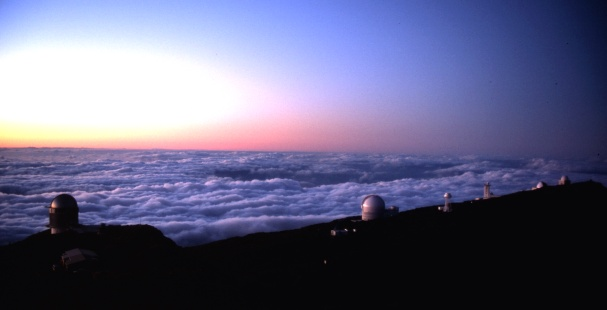
Telescópios no observatório ao pôr do sol, da esquerda para a direita: o NOT, o WHT, o DOT, o SST, o Telescópio Mercator e o ING
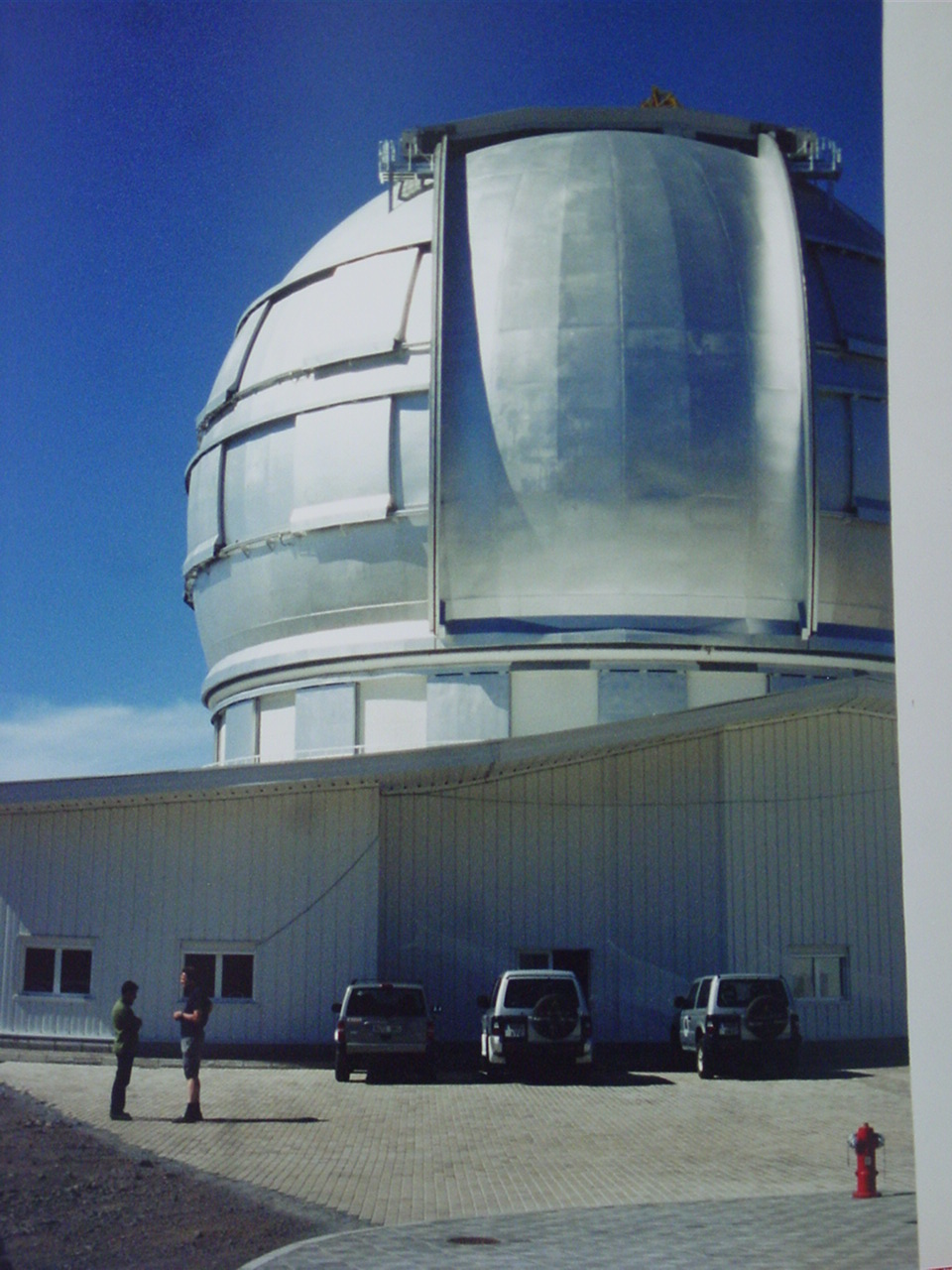
Foto do edifício Gran Telescopio Canarias de 10m em construção em março de 2003
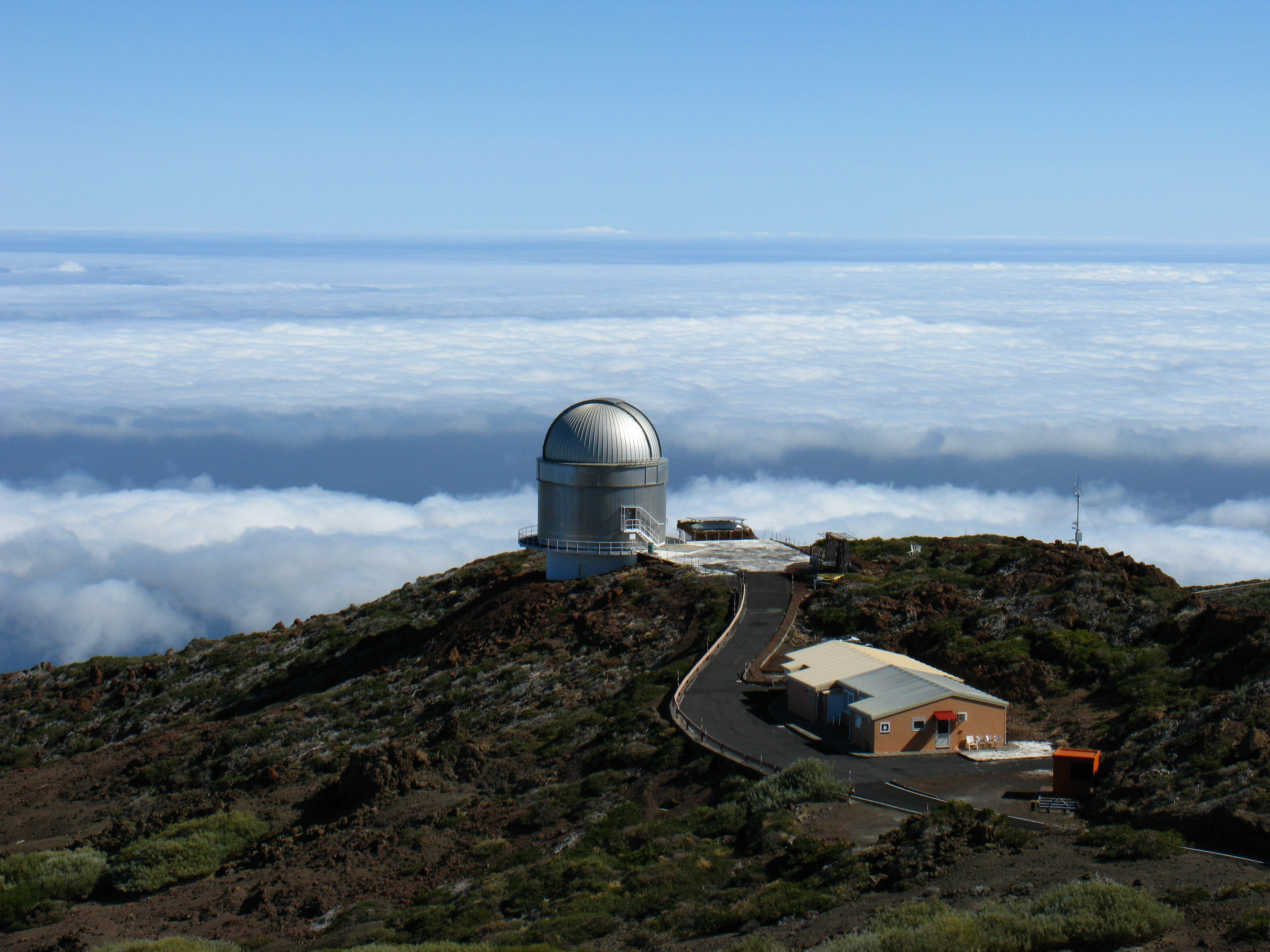
Imagem do telescópio óptico nórdico (NOT)
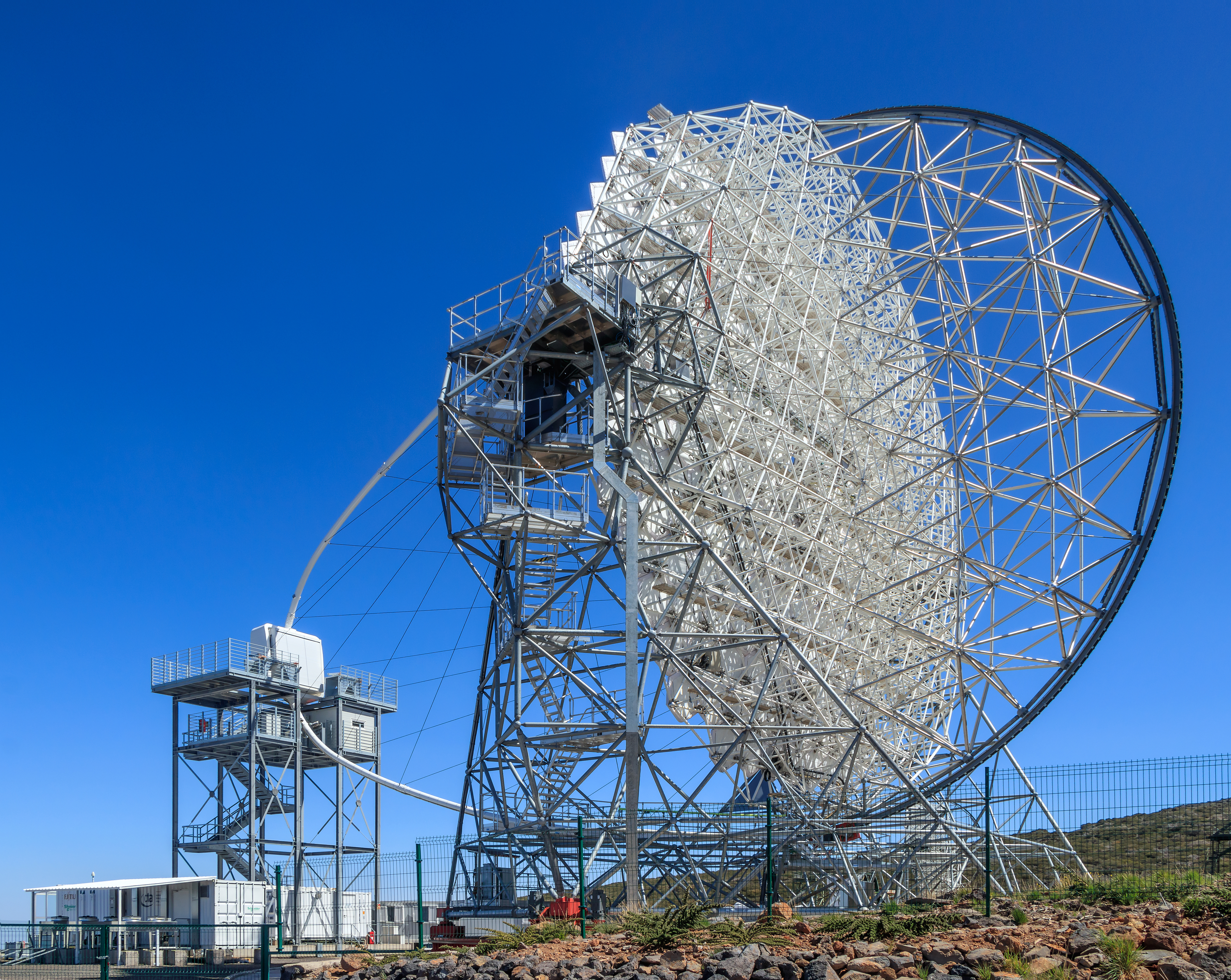
Large-Sized-Telescope 1 do Cherenkov Telescope Array (MAGIC)
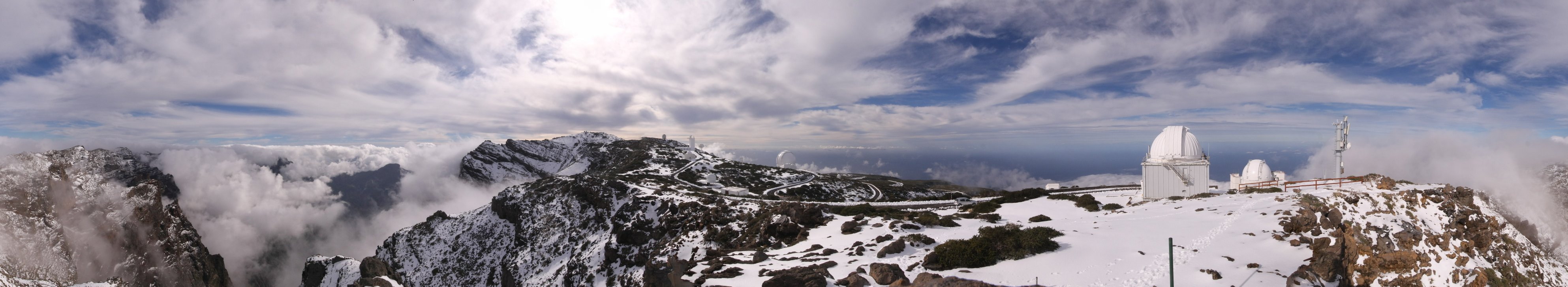
Panorama de 360 graus tirado em 28 de janeiro de 2011